# Alupka
Alupka (tiếng Ukraina: Алупка) là một thành phố  thuộc tỉnh Krym. Thành phố này có diện tích ? km2, dân số theo điều tra dân số năm 2001 là 9018 người.